# The Unforgiving (film)
Pour plus de détails, voir Fiche technique et Distribution.
The Unforgiving (titre lors de sa sortie DVD : I Want to Die) est un film d'horreur sud-africain réalisé par Alastair Orr, sorti en 2010. Il est interdit aux moins de 16 ans[Où ?].

## Synopsis
Un psychopathe masqué a sévi dans un coin perdu d'Afrique du Sud, et les autorités interrogent les uniques survivants : Rex et Alice.

## Fiche technique
- Titre original : The Unforgiving
- Titre sortie DVD : I Want to Die
- Réalisation : Alastair Orr
- Scénario : Alastair Orr
- Direction artistique :
- Décors :
- Costumes :
- Photographie : Craig Maarschalk
- Son : William Kalmer
- Montage :
- Musique : Wikus du Toit
- Production : Lorika Boshoff - Ryan Macquet - Alastair Orr
- Société(s) de production : Illusionz Unlimited Entertainment - Kamakazi Productions
- Société(s) de distribution : Indigenous Film Distribution
- Budget :  5 000 dollars
- Pays d'origine : Afrique du Sud
- Langue originale : anglais
- Format : couleur, son stereo
- Genre : film d'horreur
- Durée : 75 minutes
- Date de sortie : 
  -  Afrique du Sud : 20 août 2010
  -  France : 27 janvier 2011 (Festival international du film fantastique de Gérardmer)

## Distribution
- Ryan Macquet : Rex Dobson
- Craig Hawks : Vincent Davies
- Claire Opperman : Alice Edmonds
- Michael Thompson : Détective James Hirsch

## Version française
- Société de doublage : NDE Production
- Direction artistique : Antony Delclève
- Adaptation des dialogues : Frédéric Alameunière
- Enregistrement et mixage :